# Heinrich von Wittek
Heinrich von Wittek, né le 29 avril 1844 à Vienne et mort le 9 avril 1930 dans la même ville est un homme politique autrichien.
Il est ministre des Chemins de fer de 1897 à 1905 et ministre-président d'Autriche pendant quelques semaines en 1899/1900.

## Biographie
Le fils aîné de Johann Marzellin von Wittek (1801-1876), l'un des précepteurs du futur empereur François-Joseph Ier et de ses frères, le jeune Heinrich von Wittek grandit à la cour de la maison de Habsbourg-Lorraine. Il est ami avec l'archiduc Louis-Victor, de deux ans son aîné, et profite de ses relations pour sa carrière. Il suit des études de droit à l'université de Vienne pour se mettre au service de l'Etat de Cisleithanie. Travaillant au ministère du commerce, il s'y affirme comme un spécialiste dans le secteur ferroviaire.
En 1896, le ministère du transport ferroviaire est créé à l'initiative du ministre-président Kasimir Felix Badeni pour gérer le réseau des Chemins de fer de l’État autrichien. Appelé par François-Joseph Ier, Wittek exerce la fonction de ministre de 30 novembre 1897 à 1er mai 1905. C'est sous son égide qu'est développé progressivement le réseau ferré autrichien, notamment de la Stadtbahn de Vienne et des nouvelles lignes alpines. Pendant les perturbations politiques suivant le Décret sur les langues adopté par le gouvernement d'Eduard Taaffe en 1897, Wittek occupe le poste de Ministre-président d'Autriche pour la courte période de 21 décembre 1899 jusqu'à la nomination d'Ernest von Koerber le 18 janvier 1900. 

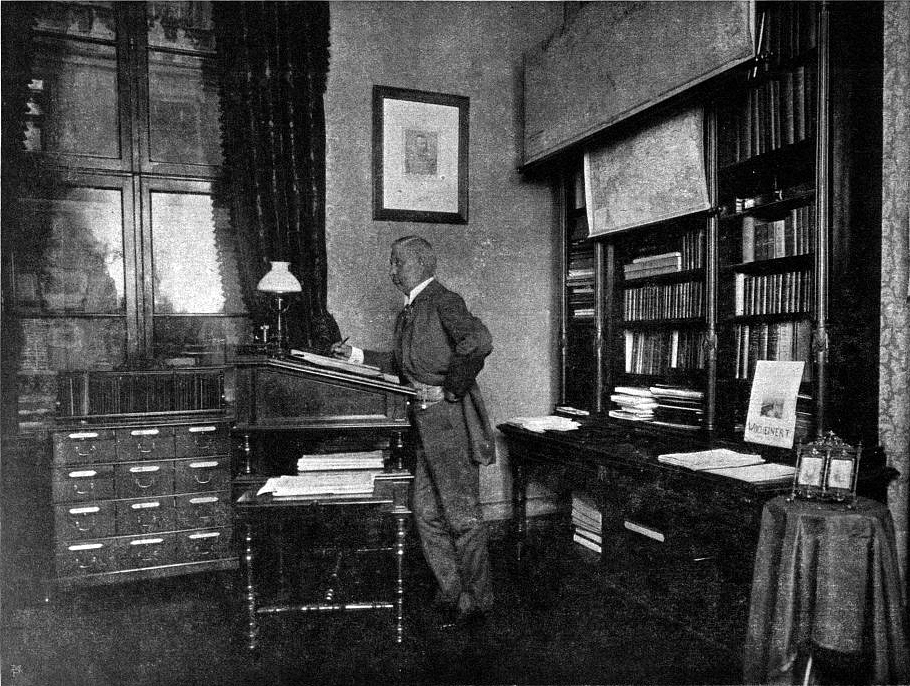
Wittek dans son bureau, 1901.

Durant son mandat de ministre, le grand projet des nouvelles lignes ferroviaires traversant les Alpes, approuvé par le Conseil d'Empire (Reichsrat) en 1901, essuie de vives critiques en raison du dépassement des coûts. Wittek, considéré comme manquant la compréhension économique, est de plus en plus mis sous pression. Une fois établi que les dépassements de budget n'étaient pas couverts par les décisions du parlement, il donne sa démission le 1er mai 1905. Son parti, les chrétiens-sociaux, lance des accusations amères à l'encontre de l'ancien ministre-président Ernest von Koerber et de son successeur Paul Gautsch. Son ami du parti Karl Lueger, maire de Vienne, le déclare citoyen d'honneur.
Le 16 août 1905, il est nommé membre à vie de la Chambre des seigneurs au sein du Conseil d'Empire. Après les élections de 1907 jusqu'au terme de la législature en 1911, il est membre de la Chambre des députés, successeur de Karl Lueger.
Heinrich von Wittek meurt à Vienne et est enterré dans le cimetière de Hietzing près du château de Schönbrunn.